# Palazzo del Genio

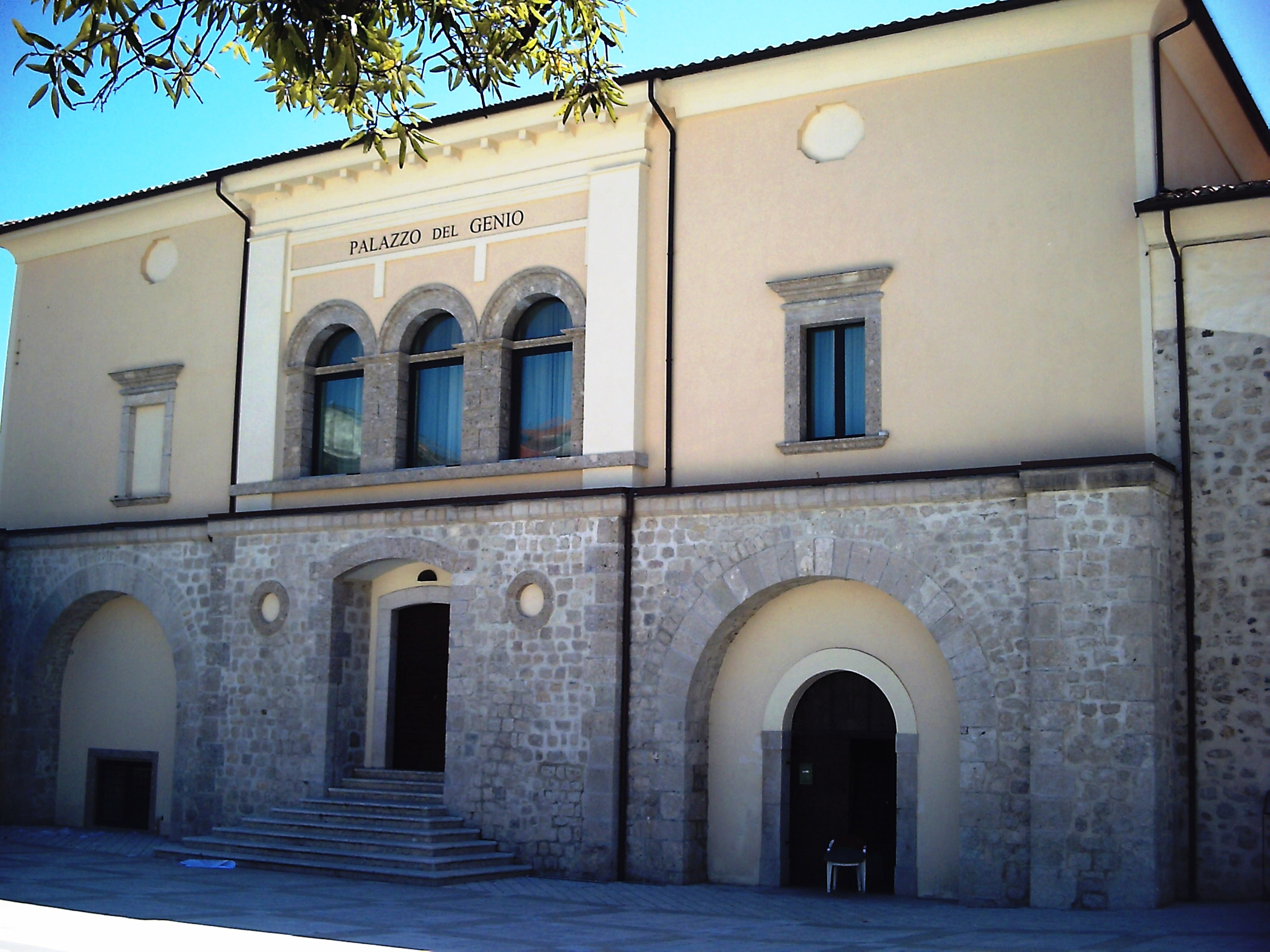
Palazzo di Genio in Cerreto Sannita

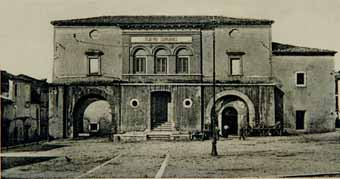
Palazzo di Genio auf einer alten Fotografie

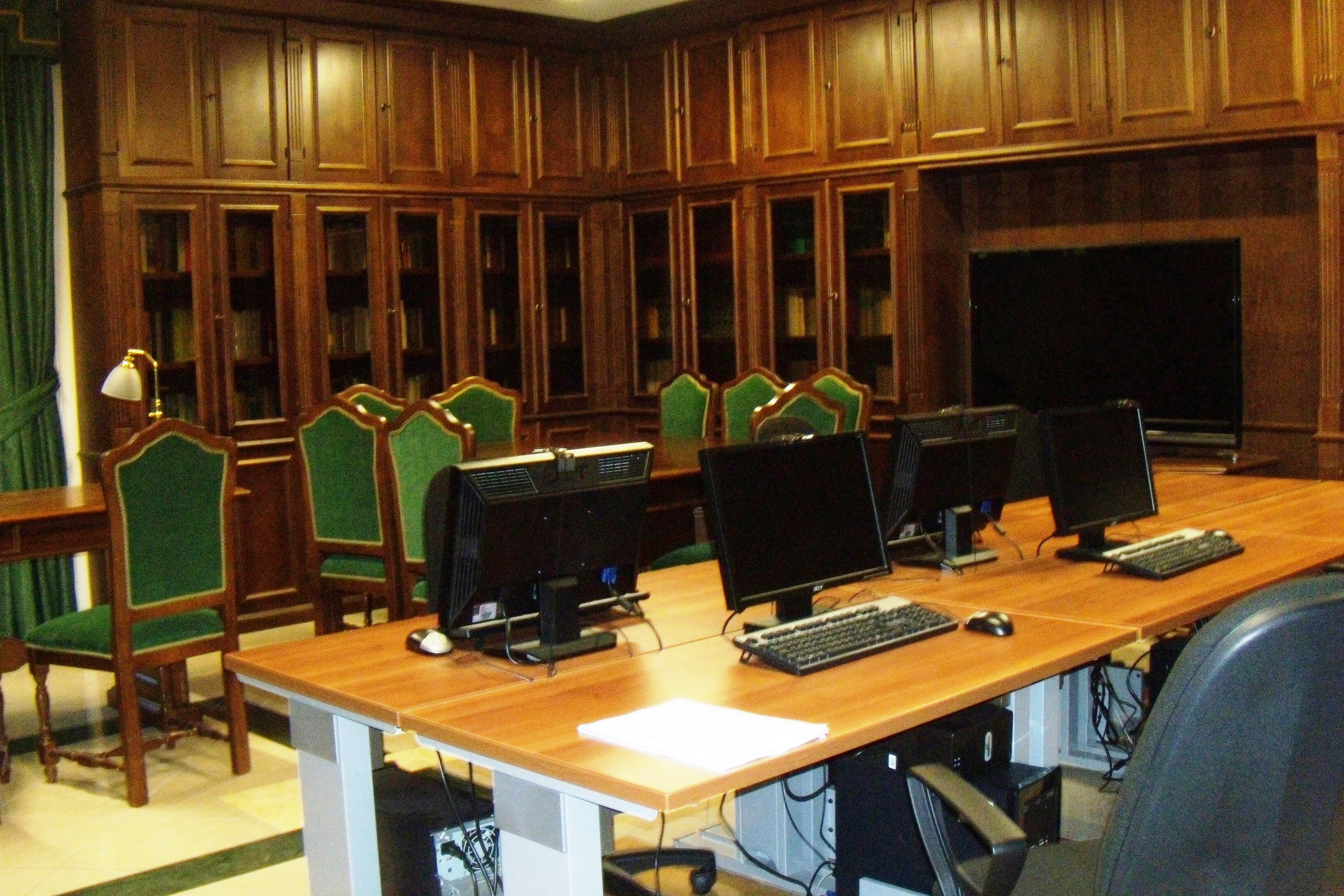
Ein Saal der Gemeindebibliothek

Der Palazzo del Genio ist ein Palast aus dem 18. Jahrhundert in Cerreto Sannita in der italienischen Region Kampanien. Er liegt in der Via Giuseppe d’Andrea, 87. Er liegt neben dem ehemaligen Gefängnis des Lehens und gegenüber der Collegiata di San Martino.

## Geschichte
Nachdem vollkommenen Neubau der Innenstadt nach dem Erdbeben vom 5. Juni 1688 blieb der Platz über dem Zollgebäude, der durch die Mauern der Taverna Ducale und des ehemaligen Gefängnisses begrenzt war, bis 1735 ungenutzt. In diesem Jahr beschloss die Universitas, das in ein Krankenhaus umgebaute Haus zu verkaufen und mit dem Erlös einen großen Gewölberaum errichten zu lassen, der für die Treffen der Bürgerverwaltung genutzt werden sollte.
Als das in ein Krankenhaus umgebaute Haus verkauft war, erfolgte umgehend die Ausschreibung des Baus, die 1736 Meister Giuseppe Ciarelli gewann, der sich verpflichtete, ein Gebäude zu errichten und dafür eine Zahlung von 99 Grana und 7 Cavalli für jede ausgeführte Canna zu erhalten.
Der große Saal wurde zuerst fertiggestellt, musste aber eine kurze Zeit von der Universitas genutzt werden, da 1739 die Sitzungen der Bürgerverwaltung weiterhin im Pronaos der Kirche San Gennaro stattfanden. Der große Saal wurde Veranstaltungsort für Theateraufführungen, wie man aus zwei Dokumenten aus den Jahren 1759 und 1794 ableiten kann. Im ersten steht, dass einige Bürger Cerreto Sannitas dort eine Komödie aufgeführt hätten, während im zweiten Dokument verzeichnet ist, dass der Gouverneur der Grafschaft dort die Aufführung von Komödien verbot.  
Neben den Komödien wurde vermutlich nicht einmal die Komödie Cerreto modernata, eine Satire über den Klerus von Cerreto Sannita im 18. Jahrhundert, geschrieben von Oronzo Cerri, aufgeführt.
1810 wurde der große Saal grundlegend umgebaut; es wurden Hauptbühnen aus Holz eingebaut.
1860, nach der Einigung Italiens wurde das Haus zur Ehrung des Genio Italico in „Teatro del Genio“ umbenannt.
In der Zeit des Faschismus wurde das Theater wegen des Verfalls der Hauptbühnen abgerissen.
Bis in die 1990er-Jahre war das Haus Sitz der Comunità Montana Titerno e Alto Tammaro.
Seit der Restaurierung im Jahre 2007 dient das Haus als Bibliothek und für Kulturinitiativen.

## Beschreibung
Die Fassade besteht aus zwei verschiedenen Abschnitten. Der untere Abschnitt enthält das Portal, das man über einige Stufen erreicht und zwei blinde Steinbögen. Der linke Bogen enthält ein Fenster, das den Zollraum belichtete, das alte Büro für die Einhebung königlicher Steuern. Über dem Portal sind drei Fenster mit Rundbögen eingebaut, die von zwei rechteckigen Fenstern flankiert werden. Das linke dieser Fenster vor Jahren zugemauert. Über den Fenstern in der Mitte prangt der Schriftzug „PALAZZO DEL GENIO“, wogegen über den seitlichen Fenstern ursprünglich zwei Rundfenster eingebaut waren, die heute ebenfalls zugemauert sind.
Im Erdgeschoss liegt die Bibliothek; im Obergeschoss gibt es dagegen einen großen Saal, der für Zusammenkünfte und Konferenzen geeignet ist.
Die Treppe, die während der Restaurierungsarbeiten in der Zeit des Faschismus entstand, zeigt heute noch Abbildungen des Liktorenbündels.